# Actumerus
Actumerus war ein Anführer der antiken Chatten. Er wird mit der Namensform Actumerus nur an einer Stelle in den Annalen des Tacitus erwähnt.  Im darauffolgenden Abschnitt des Chattenkapitels bei Tacitus wird der Anführer Catumerus genannt, laut Arthur Stein wohl eine falsche Lesart für Actumerus.

## Antike Quellen
- Tacitus, Annalen 11,16 (Actumerus)
- Tacitus, Annalen Catumerus 11,17 (Catumerus)
- Strabon 7,292. (Ucromerus)